# KNB EFX
KNB EFX（ケーエヌビーエフェクツ）は、ロバート・カーツマン、グレゴリー・ニコテロ、ハワード・バーガーの3名が1988年に設立した映画産業における特殊メイク・特殊効果制作を手掛けるアメリカ合衆国の企業である。正式名称「K.N.B. EFX Group Inc.」、「KNB」とは前述の3名の頭文字から。同じKNBを呼称とする日本の放送局・北日本放送は関連会社ではない。

## メイン・メンバーのプロフィール

### ロバート・カーツマン (Robert Kurtzman)
1964年11月25日生まれ、アメリカのオハイオ州クレストライン出身。
作品によってはボブ・カーツマン（Bob Kurtzman）でクレジットされている。
監督、原案、製作、視覚効果、俳優、スタントなども一部の映画で担当。

### グレゴリー・ニコテロ (Gregory Nicotero)
1963年3月15日生まれ、アメリカのペンシルベニア州ピッツバーグ出身。
作品によってはグレッグ・ニコテ（Greg Nicotero）でクレジットされている。
俳優（主に端役）や二班監督としても活躍。
好きな映画はスティーヴン・スピルバーグの『ジョーズ』、特技はギター。

### ハワード・バーガー (Howard Berger)
生年月日、出身地不明。
『クリープス』、『ウェス・クレイヴンズ ウィッシュマスター』、『PLANET OF THE APES/猿の惑星』、『ファング・オブ・モンスター』では端役で出演している。

## 参加作品一覧
（ここではメンバー単独参加、特殊メイク・特殊効果以外の担当、KNB EFX設立前の作品も合わせて紹介する）
1972年
- ふたり

1985年
- 死霊のえじき
- グーニーズ

1986年
- エイリアン2
- クリープス
- フロム・ビヨンド

1987年
- プレデター
- エルム街の悪夢3 惨劇の館
- クリープショー2 怨霊
- 死霊のはらわたII
- ハリーとヘンダスン一家

1988年
- 処刑!血のしたたり
- ファンタズムII
- モンキー・シャイン
- チャイルド・プレイ

1989年
- ハロウィン5 ブギーマン逆襲
- エルム街の悪夢5 ザ・ドリームチャイルド
- パロディ放送局 UHF
- ザ・デプス
- ナイトウィッシュ
- デビルジャンク
- テイルズ・フロム・ザ・クリプト

1990年
- ダンス・ウィズ・ウルブズ
- ミザリー
- トレマーズ
- 死霊のしたたり2
- フロム・ザ・ダークサイド 3つの闇の物語
- 悪魔のいけにえ3 レザーフェイス逆襲
- ナイト・エンジェル
- マージョリーの告白

1991年
- シティ・スリッカーズ
- 壁の中に誰かがいる
- バンパイヤ・タウン

1992年
- レザボア・ドッグス
- マニアックコップ3 復讐の炎
- 12人のイカれた男たち

1993年
- 13日の金曜日 ジェイソンの命日
- Xファイル
- キャプテン・スーパーマーケット/死霊のはらわたIII
- パンプキンヘッド2
- Dr.ギグルス
- ドッペルゲンガー 憎悪の化身
- ボディ・クッキング 母体蘇生
- ボディ・バッグス

1994年
- パルプ・フィクション
- エルム街の悪夢 ザ・リアルナイトメア
- マウス・オブ・マッドネス
- ザ・マンティス
- ヘラクレス 魔境の女戦士

1995年
- フォー・ルームス
- ヴァンパイア・イン・ブルックリン
- ロード・オブ・イリュージョン
- スタークリスタル
- ストレンジャー
- スキナー
- 光る眼
- デモリショニスト
- ジーナ
- カジノ

1996年
- フロム・ダスク・ティル・ドーン
- マーズ・アタック!
- スクリーム
- イレイザー
- キングピン ストライクへの道
- ジングル・オール・ザ・ウェイ
- ストレンジャー
- プロブレムでぶ 何でそうなるの?!

1997年
- スポーン
- メン・イン・ブラック
- スクリーム2
- ブギーナイツ
- ウェス・クレイヴンズ ウィッシュマスター
- スティーヴン・キング/ナイトフライヤー
- サブダウン
- D.N.A.II
- ザ・クリーナー
- Born to be ワイルド
- スリープウォーカー

1998年
- パラサイト
- Xファイル ザ・ムービー
- ファントム
- ヴァンパイア/最期の聖戦
- タロス・ザ・マミー/呪いの封印
- オーメン18エンジェル
- シンプル・プラン
- ベリー・バッド・ウェディング
- 絶体×絶命
- ファンタズムIV

1999年
- グリーンマイル
- TATARI タタリ
- フロム・ダスク・ティル・ドーン2
- BATS 蝙蝠地獄
- エンド・オブ・デイズ
- ホーンティング
- ユニバーサル・ソルジャー/ザ・リターン
- ラビナス

2000年
- アンブレイカブル
- デューン 砂の惑星
- ザ・セル
- ミッション・トゥ・マーズ
- フロム・ダスク・ティル・ドーン3
- リトル★ニッキー
- ヴァージン・ハンド
- スパイダーズ
- レプティリア
- 誘拐犯

2001年
- バニラ・スカイ
- 13ゴースト
- マルホランド・ドライブ
- アトランティスのこころ
- 13ゴースト
- ゴースト・オブ・マーズ
- スパイキッズ
- アニマルマン
- ラットレース
- エボリューション
- ファング・オブ・モンスター
- マイ・ファースト・ミスター
- バレンタイン
- スパイダーズ2

2002年
- ゴーストシップ
- マイノリティ・リポート
- スパイキッズ2 失われた夢の島
- ハロウィン レザレクション
- オースティン・パワーズ ゴールドメンバー
- キャビン・フィーバー
- タイムマシン
- 完全犯罪クラブ
- プレスリーVSミイラ男
- ルールズ・オブ・アトラクション
- ビッグ・ライアー
- THE SALTON SEA ソルトン・シー
- テッド・バンディ 全米史上最高の殺人者
- フィアー・ドット・コム
- ヴァンパイア 黒の十字架

2003年
- キル・ビル Vol.1
- テキサス・チェーンソー
- パイレーツ・オブ・カリビアン/呪われた海賊たち
- ハルク
- モンスター
- レジェンド・オブ・メキシコ/デスペラード
- "アイデンティティー"
- バッドボーイズ 2バッド
- スパイキッズ3-D:ゲームオーバー
- ハンテッド
- ルーニー・テューンズ:バック・イン・アクション

2004年
- キル・ビル Vol.2
- ハッカビーズ
- Ray/レイ
- レモニー・スニケットの世にも不幸せな物語
- ライディング・ザ・ブレット
- トレマーズ4
- 50回目のファースト・キス
- ジョンソン一家のババババケーション

2005年
- ナルニア国物語/第1章:ライオンと魔女
- シン・シティ
- ランド・オブ・ザ・デッド
- 蝋人形の館
- 悪魔の住む家
- アイランド
- シャークボーイ&マグマガール 3-D
- ホステル

2006年
- ヒルズ・ハブ・アイズ
- ポセイドン
- テキサス・チェーンソー ビギニング
- 007 カジノ・ロワイヤル
- デジャヴ

2007年
- ディスタービア
- パーフェクト・ストレンジャー
- デス・プルーフ in グラインドハウス
- トランスフォーマー
- プラネット・テラー in グラインドハウス
- 鉄ワン・アンダードッグ
- ミスト

2008年
- ナルニア国物語/第2章:カスピアン王子の角笛
- ミラーズ
- イーグル・アイ
- 7つの贈り物

2009年
- ホースメン
- アンボーン
- スペル
- イングロリアス・バスターズ
- パブリック・エネミーズ
- トランスフォーマー/リベンジ
- ショーツ 魔法の石大作戦
- ジェニファーズ・ボディ
- サロゲート
- スプライス

2010年
- プレデターズ
- ザ・ウォーカー
- ナルニア国物語/第3章:アスラン王と魔法の島
- ピラニア3D

2011年
- プリースト